# Wigwam
För den finska musikgruppen, se Wigwam. För den norska musikgruppen, se Wig Wam.

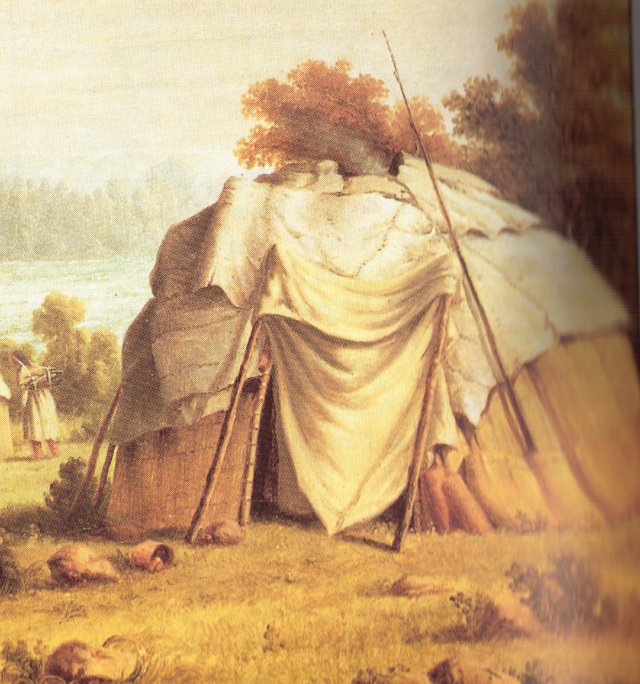
Wigwam, bland ojibwa-folket, av björkbarkmattor och tyg. Målning (beskuren) från 1846 av Paul Kane (1810-71).

Wigwam (av ojibwaspråkets wiigiwaam) är en kupolformad hydda, bestående av en övertäckt stomme av böjda pålar. Övertäckningsmaterialet var i allmänhet bark (ofta näver), i senare tid tyg.
Wigwam användes förr som bostad av ursprungsbefolkningarna i nordöstra USA och Kanada (algonkin-folk).

## Wickiup
I modernt språkbruk reserveras den alternativa beteckningen Wickiup (menominee:wikiop) vanligen för sydvästra USA, där övertäckningsmaterialet oftast var gräs, i senare tid tyg.

## Förvirrande användning
Ofta (bland annat genom inflytande från Walt Disney Company och Hollywood) används ordet "wigwam" felaktigt om tipi. Bland annat finns hotellinrättningen Wigwam Motel i Holbrook i Arizona; gästernas logi består av koniska, tipiliknande hus.

## Bildgalleri

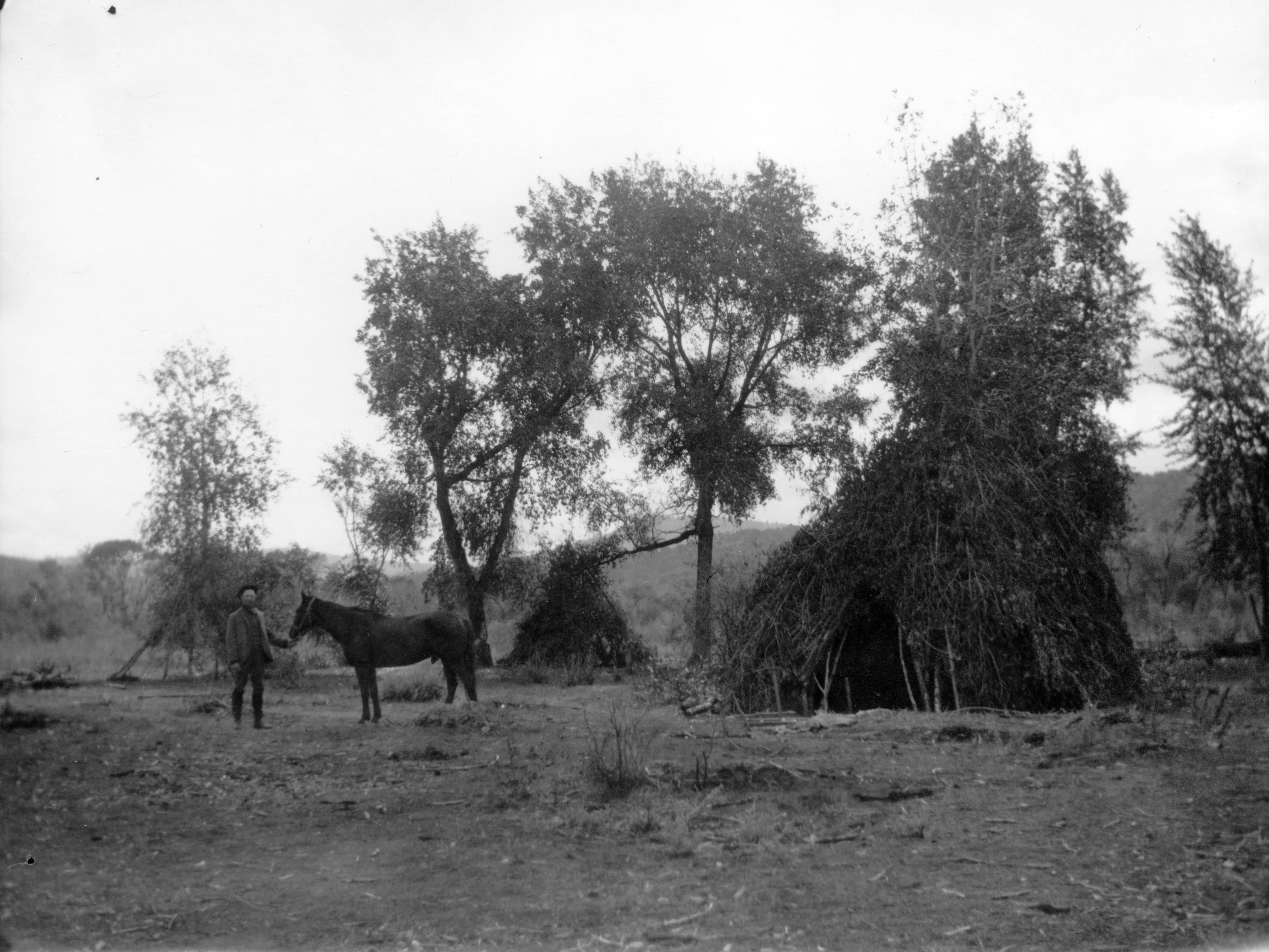
Wickiup bland urfolk i Nordamerikas väst.